# 2002年英國海外領土法令
《2002年英国海外领土法令》是英国于2002年通过的法令，旨在取代《1981年英国国籍法令》。该法令将「英国属土」改称为「英国海外领土」，同时将相关的公民身份改名。
这个法令自2002年5月21日开始，将英国公民身份给予当时任何持有英国海外领土公民身份的人（与塞浦路斯英属基地区有关联人士除外），而在此之前只有来自直布罗陀和福克兰群岛的英国海外领土公民有此资格。
基于2002年法令，英属印度洋领地（BIOT）和英属南极领地也属于符合资格的领土。当时曾经就有争论根据此法令是否应将这两块领土包括在符合资格的领土中，因为当时这两块领土都没有永久居民而且英属南极领地还涉及搁置的领土主权争议。（英國建立英屬印度洋領地後，強行驅逐全部原住民。）虽然正常情况下不大可能获得英国海外领土公民（BOTC）身份，无论是根据海外领土移民法在所在领土归化，即由于英属印度洋领地的前居民（即查戈斯人）出生在此地因此依然持有英国海外领土公民身份，或者是依靠其父母出生在此地得到该身份。但这种现象还是出现了，至少有一个人（Emilio Palma）由于1983年前出生在英属南极领地而持有英国国籍。
之前如果只是与英国领土或殖民地具有密切关系的公民通常很难利用《1981年英国国籍法令》获得英国公民身份，而现在则可自动取得此身份。唯一的例外是那些只与塞浦路斯英属基地区有密切关系的人。
这就使得英国海外领土居民得以作为公民申请护照，能够加入英国军队和警队，并且行使人权法案赋予的权利。
南乔治亚岛和南桑威奇群岛包括在此项法令的范围之内主要是由于之前与福克兰群岛的关系。2002年法令和《1983年英国国籍(福克兰群岛)法令》的范围相似，并且同时废除了后者（但不会影响依据该法获得英国公民身份的有效性）。
那些在2002年5月21日之后获得英国海外领土公民身份的人可以根据《1981年英国国籍法令》的4A章登记为英国公民。
虽然现在所有的海外领土公民（塞浦路斯英属基地区除外）可以有权居住在英国，但是反过来想要前往海外领土的英国公民则受到当地出入境管制，需要获得居留或工作许可。

## 合格海外領土

Location of the United Kingdom and the British Overseas Territories including the British Antarctic Territory.

以下是根據英國海外領土法令規章具有資格的所有海外領土之列表。
- 百慕大
- 英属南极领地
- 英屬印度洋領地
- 英屬維爾京群島
- 开曼群岛
- 福克蘭群島
- 直布罗陀
- 皮特凯恩群岛
- 圣赫勒拿、阿森松和特里斯坦-达库尼亚
  -  聖赫勒拿
- 南乔治亚和南桑威奇群岛